# Папа Силвестар III
Папа Силвестер III (лат. Silvester III) је био 146. папа од 26. јануара 1045. до 16. фебруара 1045.